# Kirchteich (Halle)

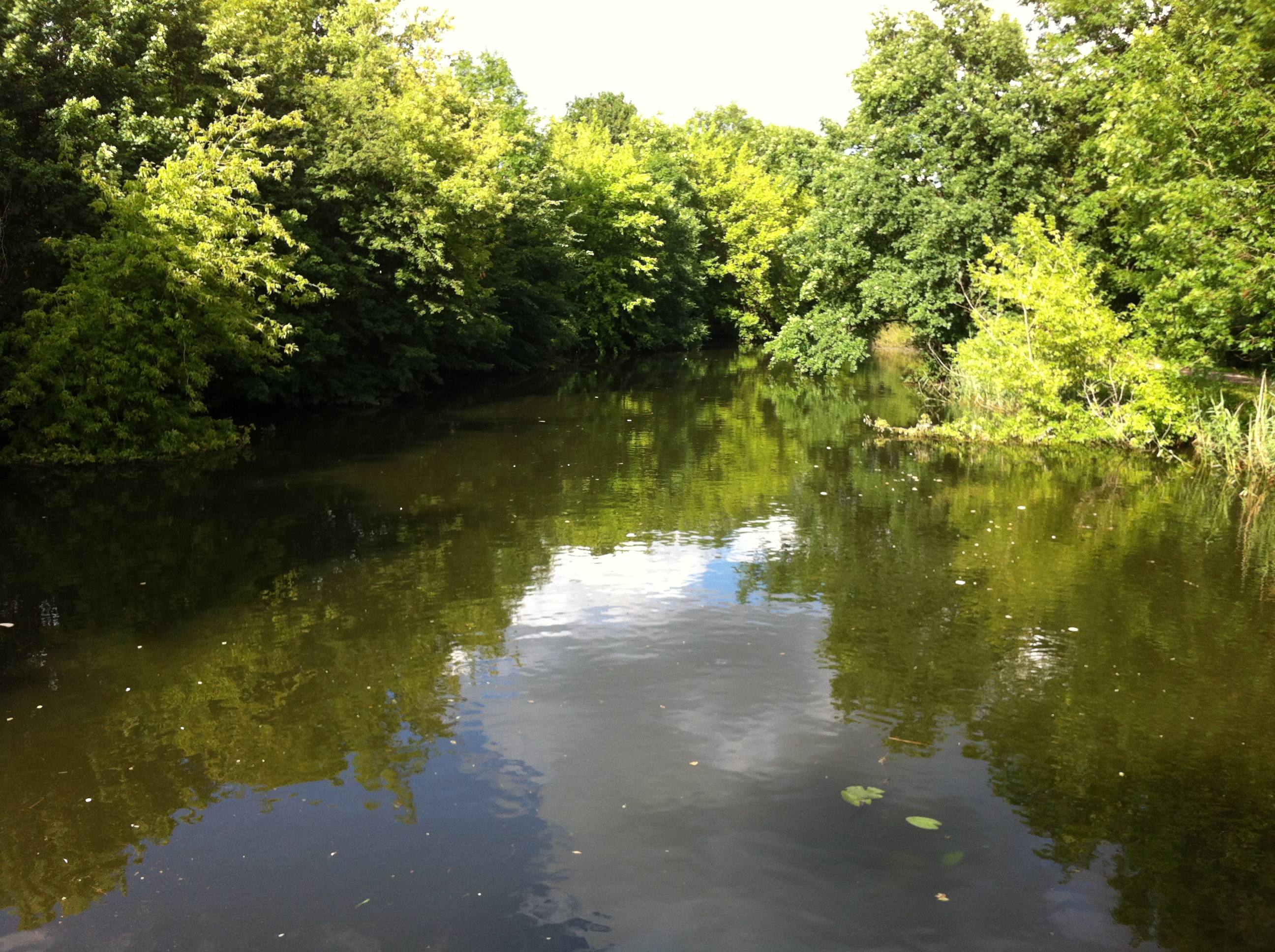
Kirchteich in Halle (Saale)

Der Kirchteich im Stadtteil Neustadt von Halle (Saale) ist ein ehemaliger Altarm der Saale. Seinen Namen erhielt er wegen seiner Nähe zur Passendorfer Kirche. Er ist rund 950 Meter lang, besitzt eine maximale Breite von 25 Metern und eine Fläche von etwa 5 Hektar. Seine Tiefe beläuft sich auf etwa zwei Meter. Aufgrund des ungewöhnlichen Verhältnisses seiner Länge zur Breite hat eine schlauchartige Form mit mehreren Windungen.
Der Kirchteich wird in west-östlicher Richtung vom Roßgraben durchflossen, der nach seinem Austritt im Anschluss auch den Dreiecksteich durchfließt. Danach unterquert der Graben die Bundesstraße 80 und mündet in die Saale. Für den Stadtteil Neustadt wird seit seiner Erbauung künstlich der Grundwasserspiegel mit Hilfe einer Brunnen- und Pumpengalerie (146 Stück) entlang des Gimritzer Damms und der Bundesstraße 80 niedrig gehalten. Das so erfasste Grundwasser wird zu einem kleinen Teil in den Kirchteich geleitet.
Der Kirchteich ist Bestandteil des Naherholungsgebietes Südpark.
Siehe auch: Liste der Gewässer in Halle (Saale)